# Correlophus
Genre
Correlophus est un genre de geckos de la famille des Diplodactylidae.

## Répartition
Les espèces de ce genre sont endémiques de Nouvelle-Calédonie.

## Liste des espèces
Selon The Reptile Database (20 décembre 2012) :
- Correlophus belepensis Bauer, Whitaker, Sadlier & Jackman, 2012
- Correlophus ciliatus Guichenot, 1866
- Correlophus sarasinorum (Roux, 1913)

## Taxinomie
En 2012, le genre Correlophus est relevé de sa synonymie avec Rhacodactylus et trois espèces sont ainsi renommées.

## Publication originale
- Guichenot, 1866 : Notice sur un nouveau genre de sauriens de la famille des geckotiens du Muséum de Paris. Mémoires de la Société Scientifique Naturelle de Cherbourg, vol. 12, p. 248-252.